# Флоренсія Молінеро
Флоренсія Молінеро (ісп. Florencia Molinero; нар. 28 листопада 1988) — колишня аргентинська тенісистка.
Найвищу одиночну позицію світового рейтингу — 170 місце досягла 2 квітня 2012, парну — 105 місце — 15 вересня 2014 року.
Здобула 9 одиночних та 25 парних титулів туру ITF.

## Фінали турнірів WTA 125

### Парний розряд: 1 (поразка)
| Результат | Дата     | Турнір                  | Покриття | Партнерка       | Суперниці                               | Рахунок          |
| --------- | -------- | ----------------------- | -------- | --------------- | --------------------------------------- | ---------------- |
| Поразка   | Лют 2013 | Copa Bionaire, Колумбія | Ґрунт    | Тельяна Перейра | Каталіна Кастаньйо Маріана Дуке-Маріньо | 3–6, 6–1, [10–5] |

## Фінали ITF

### Одиночний розряд: 23 (9–14)
| Легенда          |
| ---------------- |
| турніри $100,000 |
| турніри $75,000  |
| турніри $50,000  |
| турніри $25,000  |
| турніри $10,000  |

| Результат | Ранг | Дата              | Турнір                              | Покриття   | Суперниця               | Рахунок       |
| --------- | ---- | ----------------- | ----------------------------------- | ---------- | ----------------------- | ------------- |
| Перемога  | 1.   | 12 червня 2005    | ITF Назаре, Португалія              | Тверде     | Жоана Кортез            | 7–5, 3–6, 6–0 |
| Перемога  | 2.   | 7 листопада 2005  | ITF Сан-Паулу, Бразилія             | Тверде     | Жоана Кортез            | 7–5, 7–6      |
| Перемога  | 3.   | 4 грудня 2005     | ITF Гавана, Куба                    | Тверде     | Яміле Форс Герра        | 6–4, 6–3      |
| Поразка   | 4.   | 11 вересня 2006   | ITF Каракас, Венесуела              | Ґрунт      | Маріана Дуке-Маріньо    | 3–4 ret.      |
| Перемога  | 5.   | 19 березня 2007   | ITF Коацакоалькос, Мексика          | Тверде (i) | Естафанія Грасіун       | 6–4, 6–3      |
| Поразка   | 6.   | 12 травня 2007    | ITF Кордова, Аргентина              | Ґрунт      | Агустіна Лепоре         | 6–1, 0–6, 4–6 |
| Перемога  | 7.   | 19 травня 2007    | ITF Кордова                         | Ґрунт      | Соледад Есперон         | 6–0, 6–2      |
| Поразка   | 8.   | 3 серпня 2008     | ITF Кампус-ду-Жордау, Бразилія      | Тверде     | Хорхеліна Краверо       | 3–6, 2–6      |
| Поразка   | 9.   | 7 вересня 2008    | ITF Алфен-ан-ден-Рейн, Нідерланди   | Ґрунт      | Стефаніє Герляйн        | 6–7, 0–6      |
| Поразка   | 10.  | 18 квітня 2010    | ITF Оспрі, США                      | Ґрунт      | Джеймі Гемптон          | 1–6, 3–6      |
| Поразка   | 11.  | 3 18 квітня 2010  | ITF Буенос-Айрес, Аргентина         | Ґрунт      | Патріція Майр-Ахлайтнер | 6–0, 2–6, 2–6 |
| Перемога  | 12.  | 10 липня 2011     | ITF Ашаффенбург, Німеччина          | Ґрунт      | Штефані Фогт            | 7–6, 6–1      |
| Поразка   | 13.  | 4 вересня 2011    | ITF Сараєво, Боснія і Герцеговина   | Ґрунт      | Ані Міячика             | 1–6, 6–3, 4–6 |
| Поразка   | 14.  | 19 листопада 2011 | ITF Асунсьйон, Парагвай             | Ґрунт      | Романа Табак            | 1–6, 0–6      |
| Поразка   | 15.  | 1 липня 2012      | ITF Штутгарт, Німеччина             | Ґрунт      | Катерина Козлова        | 6–3, 5–7, 4–6 |
| Перемога  | 16.  | 23 липня 2012     | ITF Сан-Жозе-ду-Ріу-Прету, Бразилія | Ґрунт      | Марія Ірігоєн           | 6–3, 6–4      |
| Поразка   | 17.  | 1 квітня 2013     | ITF Джексон, США                    | Ґрунт      | Лаура Зігемунд          | 4–6, 0–6      |
| Перемога  | 18.  | 1 липня 2013      | ITF Сан-Жозе-ду-Ріу-Прету           | Ґрунт      | Марія Ірігоєн           | 0–6, 6–2, 6–3 |
| Поразка   | 19.  | 29 вересня 2013   | ITF Севілья, Іспанія                | Ґрунт      | Тельяна Перейра         | 6–7, 3–6      |
| Перемога  | 20.  | 7 жовтня 2013     | ITF Асунсьйон, Парагвай             | Ґрунт      | Вероніка Сепеде Ройг    | 6–3, 7–6      |
| Поразка   | 21.  | 29 червня 2014    | ITF Періге, Франція                 | Ґрунт      | Сінді Бюргер            | 5–7, 1–6      |
| Поразка   | 22.  | 22 листопада 2014 | ITF Асунсьйон, Парагвай             | Ґрунт      | Б'янка Ботто            | 3–6, 2–6      |
| Поразка   | 23.  | 6 грудня 2014     | ITF Сантьяго, Чилі                  | Ґрунт      | Б'янка Ботто            | 6–3, 5–7, 1–6 |

### Парний розряд: 51 (25–26)
| Легенда          |
| ---------------- |
| турніри $100,000 |
| турніри $75,000  |
| турніри $50,000  |
| турніри $25,000  |
| турніри $10,000  |

| Результат | Ранг | Дата              | Турнір                              | Покриття | Партнерка                | Суперниці                                    | Рахунок           |
| --------- | ---- | ----------------- | ----------------------------------- | -------- | ------------------------ | -------------------------------------------- | ----------------- |
| Поразка   | 1.   | 25 листопада 2006 | ITF Кордова, Аргентина              | Ґрунт    | Вероніка Сп'єхель        | Тельяна Перейра Яніна Вікмаєр                | 5–7, 4–6          |
| Поразка   | 2.   | 11 травня 2007    | ITF Кордова                         | Ґрунт    | Лусіана Сарменті         | Соледад Есперон Агустіна Лепоре              | 1–6, 2–6          |
| Перемога  | 3.   | 6 жовтня 2007     | ITF Монтеррей, Мексика              | Тверде   | Мелісса Торрес Сандоваль | Фредеріка Пієдаде Роксане Вайзенберг         | 6–1, 7–5          |
| Перемога  | 4.   | 1 вересня 2008    | ITF Alphen aan den Rijn, Нідерланди | Ґрунт    | Леся Цуренко             | Дарія Юрак Воїслава Лукич                    | 4–6, 7–5, [10–7]  |
| Поразка   | 5.   | 4 жовтня 2008     | ITF Хуарес, Мексика                 | Ґрунт    | Соледад Есперон          | Хорхеліна Краверо Бетіна Хосамі              | 0–6, 6–7          |
| Поразка   | 6.   | 11 жовтня 2008    | ITF Сан-Луїс-Потосі, Мексика        | Ґрунт    | Соледад Есперон          | Марія Фернанда Алвеш Фредеріка Пієдаде       | 7–5, 1–6, [8–10]  |
| Перемога  | 7.   | 23 травня 2009    | ITF Сантус, Бразилія                | Ґрунт    | Монік Адамчак            | Марія Фернанда Альварес Теран Марія Ірігоєн  | 1–6, 6–1, [10–7]  |
| Перемога  | 8.   | 11 липня 2009     | ITF Ла-Корунья, Іспанія             | Тверде   | Марія Ірігоєн            | Весна Долонц Ксенія Мілевська                | 6–2, 6–4          |
| Поразка   | 9.   | 23 листопада 2009 | ITF Пуебла, Мексика                 | Тверде   | Марія Фернанда Алвеш     | Аманда Фінк Елізабет Лампкін                 | 4–6, 7–6, [8–10]  |
| Поразка   | 10.  | 18 січня 2010     | ITF Лутц, США                       | Ґрунт    | Марія Фернанда Алвеш     | Орелі Веді Машона Вашінгтон                  | 3–6, 3–6          |
| Перемога  | 11.  | 20 березня 2010   | ITF Ірапуато, Мексика               | Тверде   | Марія Ірігоєн            | Лєна Литвак Наталія Рижонкова                | 6–7, 6–2, [10–7]  |
| Поразка   | 12.  | 10 квітня 2010    | ITF Джексон, США                    | Ґрунт    | Марія Ірігоєн            | Марія Фернанда Алвеш Ана Клара Дуарте        | 4–6, 6–3, [5–10]  |
| Перемога  | 13.  | 18 квітня 2010    | ITF Оспрі, США                      | Ґрунт    | Марія Ірігоєн            | Медісон Бренгл Ейжа Мугаммад                 | 6–1, 7–6          |
| Перемога  | 14.  | 10 травня 2010    | ITF Ріо-де-Жанейро, Бразилія        | Ґрунт    | Марія Фернанда Алвеш     | Майлен Ору Фернанда Ерменежилду              | 6–2, 6–4          |
| Поразка   | 15.  | 13 червня 2010    | ITF Будапешт, Угорщина              | Ґрунт    | Анна Лідавару            | Теодора Мирчич Ленка Вєнерова                | 0–6, 2–6          |
| Поразка   | 16.  | 26 липня 2010     | ITF Бухарест, Румунія               | Ґрунт    | Марія Ірігоєн            | Ірина-Камелія Бегу Елена Богдан              | 1–6, 1–6          |
| Перемога  | 17.  | 20 вересня 2010   | ITF Фоджа, Італія                   | Ґрунт    | Марія Ірігоєн            | Естрелья Кабеса Кандела Лаура Поус Тіо       | 6–2, 6–2          |
| Поразка   | 18.  | 25 жовтня 2010    | ITF Баямон, Пуерто-Рико             | Тверде   | Марія Ірігоєн            | Марія Фернанда Алвеш Марі-Ев Пеллетьє        | 6–7, 4–6          |
| Поразка   | 19.  | 28 березня 2011   | ITF Буенос-Айрес, Аргентина         | Ґрунт    | Марія Ірігоєн            | Марія Фернанда Альварес Теран Паула Ормаечеа | 6–4, 5–7, 4–6     |
| Перемога  | 20.  | 20 червня 2011    | ITF Періге, Франція                 | Ґрунт    | Сема Еріка               | Летісія Еостас-Морейра Інес Феррер Суарес    | 6–2, 3–6, [10–7]  |
| Поразка   | 21.  | 27 червня 2011    | ITF Мідделбург, Нідерланди          | Ґрунт    | Джулія Коен              | Квірін Лемуан Марина Заневська               | 3–6, 4–6          |
| Поразка   | 22.  | 3 вересня 2011    | ITF Сараєво, Боснія і Герцеговина   | Ґрунт    | Марія Жуан Келер         | Марія Абрамович Ана Врлич                    | 5–7, 7–6, [10–4]  |
| Перемога  | 23.  | 10 вересня 2011   | ITF Подгориця, Чорногорія           | Ґрунт    | Корінна Дентоні          | Данка Ковініч Даниця Крстаїч                 | 6–4, 5–7, 6–2     |
| Поразка   | 24.  | 6 лютого 2012     | ITF Бертіога, Бразилія              | Тверде   | Вероніка Сепеде Ройг     | Майлен Ору Марія Ірігоєн                     | 3–6, 1–6          |
| Перемога  | 25.  | 15 липня 2012     | ITF Ашаффенбург, Німеччина          | Ґрунт    | Штефані Фогт             | Малу Ейдесгаард Река Луца Яні                | 6–3, 7–6          |
| Поразка   | 26.  | 7 січня 2013      | ITF Іннісбрук, США                  | Ґрунт    | Адріана Перес            | Сюй Цзеюй Ульрікке Ейкері                    | 3–6, 0–6          |
| Поразка   | 27.  | 14 січня 2013     | ITF Порт-Сент-Люсі, США             | Ґрунт    | Адріана Перес            | Еллі Вілл Ангелина Габуєва                   | 6–4, 2–6, [7–10]  |
| Поразка   | 28.  | 14 липня 2013     | ITF Кампінас, Бразилія              | Ґрунт    | Кароліна Себальйос       | Вероніка Сепеде Ройг Адріана Перес           | 0–6, 1–6          |
| Перемога  | 29.  | 20 вересня 2013   | ITF Сен-Мало, Франція               | Ґрунт    | Еліца Костова            | Катінка фон Дайхманн Ніна Зандер             | 6–2, 6–4          |
| Перемога  | 30.  | 23 вересня 2013   | ITF Севілья, Іспанія                | Ґрунт    | Паула Крістіна Гонсалвеш | Сесілія Коста Мольгар Гая Санесі             | 6–3, 7–5          |
| Перемога  | 31.  | 6 жовтня 2013     | ITF Ла-Валь-д'Уйшо, Іспанія         | Ґрунт    | Лаура Торп               | Сінді Бюргер Аранча Рус                      | 6–1, 6–4          |
| Перемога  | 32.  | 7 жовтня 2013     | ITF Асунсьйон, Парагвай             | Ґрунт    | Лаура Пігоссі            | Ванеса Фурланетто Кароліна Себальйос         | 5–7, 6–4, [10–8]  |
| Поразка   | 33.  | 28 жовтня 2013    | ITF Каракас, Венесуела              | Тверде   | Лаура Пігоссі            | Вероніка Сепеде Ройг Адріана Перес           | 3–6, 3–6          |
| Перемога  | 34.  | 25 листопада 2013 | ITF Монтеррей, Мексика              | Тверде   | Лаура Пігоссі            | Інді де Вроме Ленка Вєнерова                 | 7–5, 7–5          |
| Перемога  | 35.  | 15 грудня 2013    | ITF Мерида, Мексика                 | Тверде   | Ванеса Фурланетто        | Лаура Йоана Андрей Марина Мельникова         | 2–6, 7–6, [10–7]  |
| Поразка   | 36.  | 26 травня 2014    | ITF Градо, Італія                   | Ґрунт    | Лара Арруабаррена        | Вероніка Сепеде Ройг Штефані Фогт            | 4–6, 2–6          |
| Перемога  | 37.  | 2 червня 2014     | ITF Брешія, Італія                  | Ґрунт    | Саназ Маранд             | Луїза Чиріко Ейжа Мугаммад                   | 6–4, 4–6, [10–8]  |
| Поразка   | 38.  | 9 червня 2014     | ITF Падуя, Італія                   | Ґрунт    | Паула Крістіна Гонсалвеш | Джоя Барб'єрі Сопія Шапатава                 | 4–6, 6–0, [12–14] |
| Поразка   | 39.  | 23 червня 2014    | ITF Періге, Франція                 | Ґрунт    | Габріела Се              | Андреа Гаміс Сара Соррібес Тормо             | 7–5, 4–6, [8–10]  |
| Перемога  | 40.  | 30 червня 2014    | ITF Денен, Франція                  | Ґрунт    | Паула Крістіна Гонсалвеш | Нікола Слейтер Кароліна Влодарчак            | 7–6, 7–6          |
| Перемога  | 41.  | 11 липня 2014     | Open de Biarritz, Франція           | Ґрунт    | Штефані Фогт             | Лурдес Домінгес Ліно Тельяна Перейра         | 6–2, 6–2          |
| Перемога  | 42.  | 8 серпня 2014     | ITF Каракас, Венесуела              | Тверде   | Ванеса Фурланетто        | Клотільда де Бернарді Окуно Аяка             | 6–0, 6–0          |
| Перемога  | 43.  | 16 серпня 2014    | ITF Богота, Колумбія                | Ґрунт    | Лара Арруабаррена        | Мелані Клаффнер Патріція Майр-Ахлайтнер      | 6–2, 6–0          |
| Поразка   | 44.  | 29 вересня 2014   | ITF Монтеррей, Мексика              | Тверде   | Сопія Шапатава           | Настя Колар Шанталь Шкамлова                 | 3–6, 6–2, [5–10]  |
| Поразка   | 45.  | 8 березня 2015    | ITF Куритиба, Бразилія              | Ґрунт    | Беатріс Гарсія-Відагані  | Їсалін Бонавентюре Ребекка Петерсон          | 6–4, 3–6, [5–10]  |
| Перемога  | 46.  | 22 червня 2015    | ITF Періге, Франція                 | Ґрунт    | Габріела Се              | Вікторія Родрігес Марсела Сакаріас           | 6–3, 6–2          |
| Поразка   | 47.  | 29 червня 2015    | ITF Денен, Франція                  | Ґрунт    | Ксенія Кнолль            | Елісе Мертенс Іпек Сойлу                     | 6–7(3–7), 3–6     |
| Поразка   | 48.  | 17 жовтня 2015    | ITF Рок-Гілл, США                   | Тверде   | Еліца Костова            | Ема Бургіч-Буцко Рената Сарасуа              | 5–7, 2–6          |
| Поразка   | 49.  | 4 грудня 2015     | ITF Сантьяго, Чилі                  | Ґрунт    | Лаура Пігоссі            | Вікторія Родрігес Рената Сарасуа             | 2–6, 7–5, [7–10]  |
| Перемога  | 50.  | 6 березня 2016    | ITF Кампінас, Бразилія              | Ґрунт    | Габріела Се              | Гвадалупе Перес Рохас Надія Подороська       | 1–6, 6–4, [10–4]  |
| Перемога  | 51.  | 2 липня 2016      | ITF Штутгарт, Німеччина             | Ґрунт    | Ліна Джорческа           | Aminat Kushkhova Diana Šumová                | 1–6, 6–1, [10–7]  |